# Mária Mojzes
Mária Mojzes (* 25. Juni 1921 in Szeged; † 27. April 1987 in Kecskemét) war eine ungarische Schauspielerin und Operettensängerin.

## Leben
Mojzes absolvierte eine Ausbildung an der Schauspielschule des Theaters in ihrer Geburtsstadt Szeged. Danach arbeitete sie an verschiedenen ländlichen Theatern in Ungarn. 1952 wurde sie Mitglied des József-Katona-Theaters in Kecskemét und blieb dort bis zu ihrem Ruhestand. Zunächst sang und spielte sie Hauptrollen in Operetten und Musikkomödien und wechselte später zu Charakterrollen auf der Theaterbühne. Daneben war sie an anderen Bühnen in Ungarn tätig wie am Theater in Győr. Auch im Ruhestand wirkte sie noch als Schauspielerin.
Sie war verheiratet mit dem Schauspieler, Regisseur und Theaterdirektor Vilmos Radó.

## Bühnenrollen (Auswahl)
- Áment Jánosné (György Sós: Köznapi legenda)
- Anfissa (Anton Pawlowitsch Tschechow: Drei Schwestern)
- Bódogné (Károly Szakonyi: Adáshiba)
- Borbála (Franz und Paul von Schönthan: Der Raub der Sabinerinnen)
- Camilla (Ede Szigligeti: Liliomfi)
- Cecília (Imre Kálmán: Die Csárdásfürstin)
- Gertrudis (József Katona: Bánk Bán)
- Herzogin von Olivarez (Friedrich Schiller: Don Karlos)
- Herzogin von York (William Shakespeare: Richard III.)
- Karolin (Gergely Csiky: A nagymama)